# Distretto di Hayami
Il distretto di Hayami (速見郡, Hayami-gun?) è uno dei distretti della prefettura di Ōita, in Giappone.
Attualmente fa parte del distretto solo il comune di Hiji.
| Controllo di autorità | VIAF (EN) 259371669 · NDL (EN, JA) 00639927 |